# Fric-frac au Far West
Pour plus de détails, voir Fiche technique et Distribution.
Fric-frac au Far West (Pancho's Hideaway) est un court métrage américain Looney Tunes de 1964 réalisé par Friz Freleng et Hawley Pratt, mettant en scène Speedy Gonzales et Pancho Vanilla.